# Ли Ги Ён
Ли Ги Ён (кор. 이기영; 29 мая 1895, деревня Хверённи, близ Чхонана — 9 августа 1984) — северокорейский писатель
, государственный и общественный деятель.

## Биография

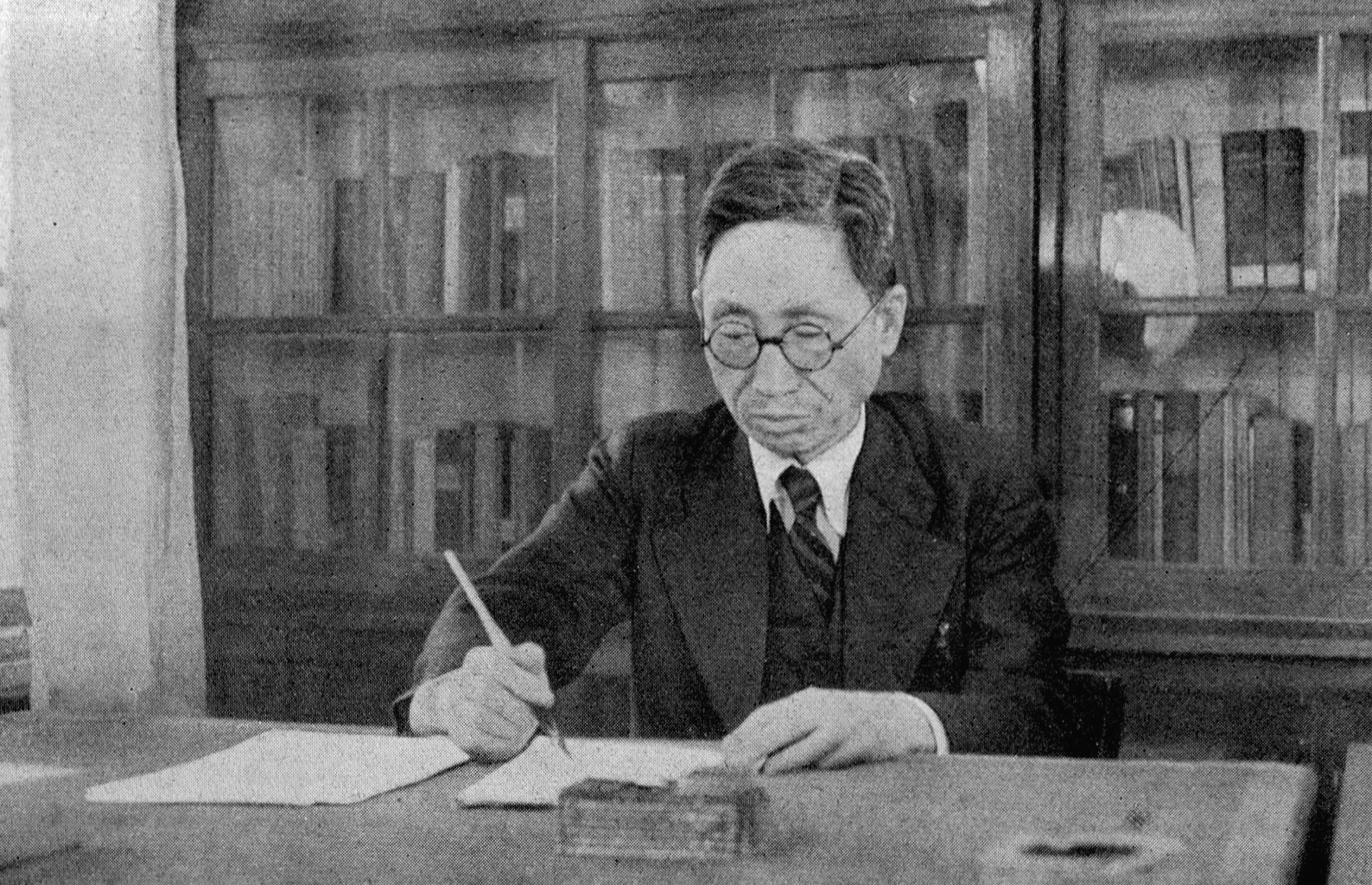
1946.

Ли Ги Ён вырос в бедной семье. Работал учителем. В 1922—1923 годах жил и учился в Японии. Один из организаторов Корейской федерации пролетарского искусства, неоднократно подвергался репрессиям. В 1924 году впервые опубликовал свои произведения в литературном журнале «Чосон чигван». В ранних повестях («Деревня простолюдинов», 1925) выступал как бытописатель корейского крестьянства. С 1950 года — член Всемирного Совета Мира. С 1946 — председатель общества корейско-советской дружбы. Награждён советским орденом Трудового Красного Знамени. На творчество писателя оказали влияние русские авторы Пушкин, Гоголь, Тургенев, Лев Толстой, А. П. Чехов и особенно Максим Горький. «Горький — мой учитель и наставник» — говорил Ли Ги Ён на встрече с советскими друзьями. Под влиянием «Дон Кихота» М.Сервантеса написан роман Ли Ги Ёна «Труд человечества» («Инган Суоп» 1936). Как ламанчский идальго сошёл с ума под влиянием рыцарских романов, так герой корейского писателя Хён Хо сын состоятельных родителей заболел болезнью, которую его родные окрестили «тэхакпёнь» — «болезнь, полученная в университете». Хён Хо — одержим идеей морального самоусовершенствования через труд, его не устраивает обеспеченное существование, которое даёт ему богатство его отца. «Санчо Пансой» героя является молодой крестьянин Чхон Сик. Есть в романе аналог «сражения с мельницами» — борьба главного героя с вшами. Ли Ги Ён был не удовлетворён романом, считая, что у него не вышло: «заставить свою сатиру служить выражению высокой идеи, раскрытию положительного идеала».

## Произведения
- Роман «Родная сторона» (1934). Переводился на русский, украинский, эстонский, армянский и другие языки СССР.
- Роман «Новь» (1939).
- Роман «Земля» (1945) — первая часть. (1960) — вторая часть. На роман оказало влияние творчество М. А. Шолохова.[2]
- Роман «Река Туманган» (1954—64).
- «По СССР. Путевые записки» (1963).
- Ли Ги Ён. Земля. Роман. М.: ИЛ, 1953 (пер. Е. Тё и Ю. Карасев; ред. А. Костицын, Д. Усатов).
- Ли Ги Ён. Земля. Роман. Ч. 1-2. М.: ХЛ, 1953 (пер. Е. Тё и Ю. Карасев; ред. А. Костицын, Д. Усатов).
- Ли Ги Ён. Земля. Роман. Кн. 1-9. Для слепых. М.: Учпедгиз, 1953 (пер. Е. Тё и Ю. Карасев).
- Ли Ги Ён. Родная сторона. Роман. М.: ХЛ, 1967 (пер. А. Хан и Д. Приемский).
- Ли Ги Ён. Судьба одной женщины. Повесть. Пхеньян: Изд-во лит-ры на иностр. яз., 1964 (пер. Хван Чан Сик, Хван Сон Сан).
- Ли Ги Ён. Ченлима корейского народа. Очерк. Пхеньян: Изд-во лит-ры на иностр. яз., 1959.